# Micro Piezo
Micro Piezo ist der Markenname einer Inkjet-Druckkopftechnik der Seiko Epson Corporation, ein japanisches Unternehmen. Diese seit 1993 verfügbare Technik findet in vielen Epson-Druckern Verwendung – von kleinen Fotodruckern bis hin zu Industriedrucksystemen. Sie ist neben der Thermo-Inkjet-Technik sehr verbreitet im Druckbereich eingesetzt.

## Geschichte

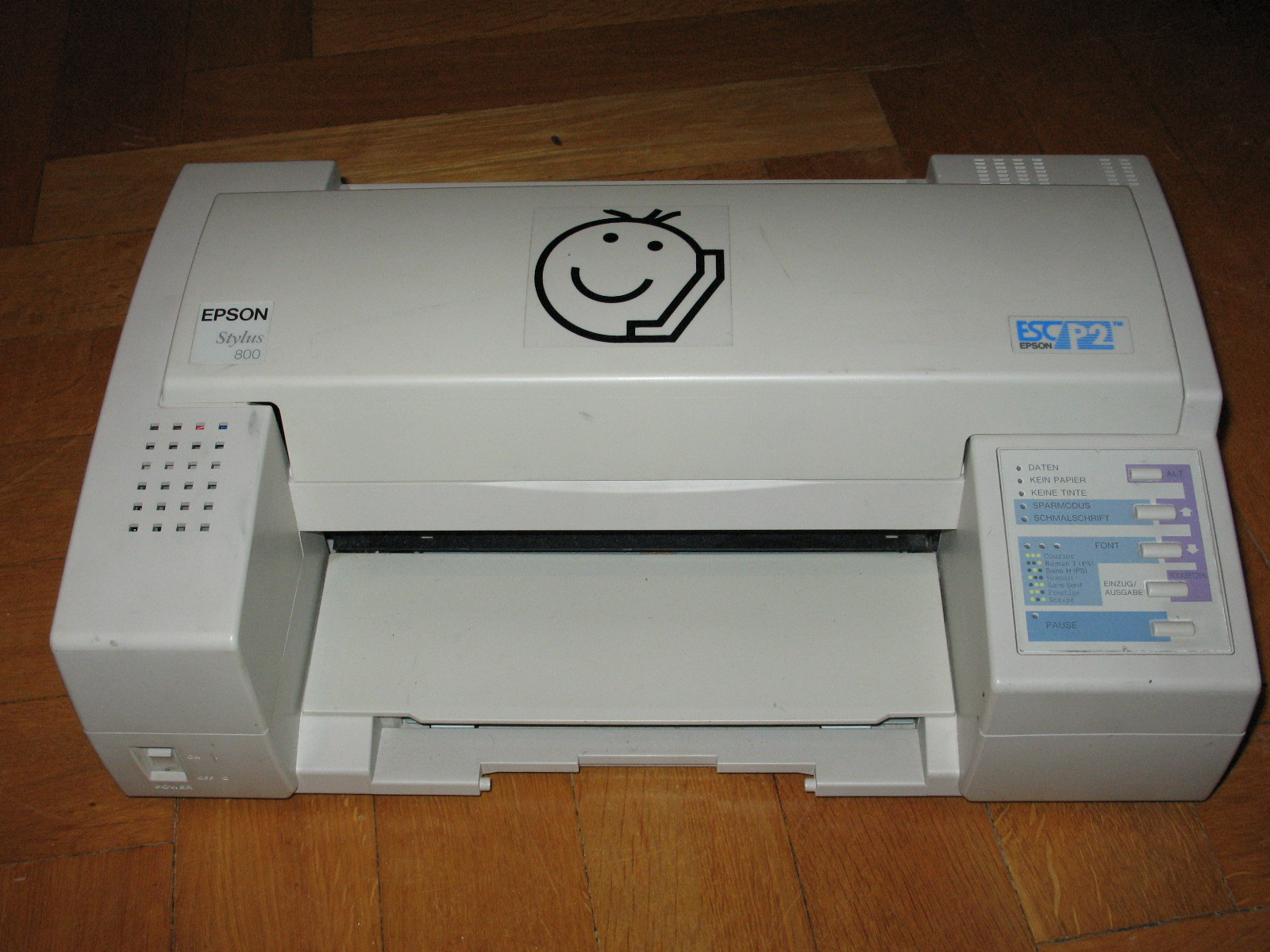
Epson Stylus 800

Im Jahr 1978 begann Epson mit der Suche und Entwicklung neuer Drucktechnologien. Obwohl bereits im Jahr 1984 mit dem SQ-2000 ein Drucker mit Piezo-Drucktechnologie am Markt erschien, wurden weiterhin unterschiedlichste Technologien untersucht und getestet. Erst im Jahr 1988 konzentrierte sich das Unternehmen auf die Weiterentwicklung der Micro-Piezo-Druckkopftechnik. Fünf Jahre später erreichte der neu entwickelte Druckkopf auf Basis eines Mehrschicht-Piezoelements die Marktreife. Ein Meilenstein wurde mit dem Epson Stylus 800 gesetzt (in Japan bekannt als MJ-500), der im Jahr 1993 als erster Drucker für den Consumer-Bereich mit einem Micro-Piezo-Druckkopf mit 48 Düsen ausgestattet war.
Die Weiterentwicklung konnte im Jahr 2007 mit der Dünnschicht-Piezo-Technik vorangetrieben werden, die zu einer Verkleinerung der Druckköpfe und höherer Auflösung durch mehr Düsen führte. Heute bewirbt Epson die Weiterentwicklung der Technik als PrecisionCore-Technologie. Die PrecisionCore-Piezoelemente werden bis zu 50.000 Mal pro Sekunde ausgelöst.

## Funktionsweise

Grün dargestellt ist die elektrische Spannung (positiv sowie negativ). Diese führt dazu, dass das Piezoelement entweder nach außen gewölbt oder nach innen gedrückt wird. Dieser dynamische Prozess sorgt dafür, dass Tinte durch die Düse geschleudert wird.

Kernelement der Technologie ist ein Material, das den piezoelektrischen Effekt nutzt. Dabei wird eine elektrische Spannung an eine piezoelektrische Platte gelegt, die Platte verformt sich und drückt dadurch flüssige Tinte aus einer Düse.
Bei einem Micro-Piezo-Druckkopf sitzt hinter den Farbdüsen ein Piezoelement. Dieses Piezo-Element besteht aus einem piezoelektrischen Material kombiniert mit einer Vibrationsplatte. Wird nun eine elektrische Spannung an das Piezoelement gelegt, so biegt sich das Element nach außen. Durch diesen Effekt entsteht ein Unterdruck, der dazu führt, dass Tinte aus der Tintenkammer in die Vorkammer gesaugt wird. Sobald die Tinte ausgestoßen werden soll, wird die Polung umgekehrt und das Piezoelement biegt sich sehr schnell in die entgegengesetzte Richtung. Dieser Effekt treibt die Tinte mit hoher Geschwindigkeit durch die Farbdüse.
Die elektrische Ladung kann sehr fein variiert werden, dadurch ist es möglich, auch die Menge der ausgestoßenen Tinte sehr genau zu steuern. Vor allem deswegen, weil die Tinte dabei nicht erwärmt wird. Es können Tröpfchen mit einer Größe von 1,5 Pikoliter erzeugt werden, diese Präzision lässt sich in den Druckergebnissen nachweisen. Epson bezeichnet die Ansteuerung des Druckkopfs als VSDT (Variable Sized Droplet Technology).
Der Druckkopf ist fest im Drucker verbaut und muss nicht mit jedem Patronentausch mitausgetauscht werden, der Druckkopf muss daher robuster ausgelegt werden und ist teurer als bei anderen Techniken. Im Gegenzug sind die Kosten für die Druckerpatronen günstiger, da die Kosten für den Druckkopf entfallen. Zudem kann eine breite Palette an Tinten und Farben eingesetzt werden, da die Tinte, anders als bei anderen Techniken, nicht erhitzt wird.

## Zukunft der Technologie
Epson setzt auf die selbst entwickelte Technologie und versucht, neue Märkte zu erobern. Derzeit wird an Lösungen für Textilien, Etiketten für raue Umgebungen oder digitale Beschilderung gearbeitet.